# Parafia św. Józefa w Werchracie
Parafia pw. św. Józefa Robotnika w Werchracie – parafia rzymskokatolicka należąca do dekanatu Narol, diecezji zamojsko-lubaczowskiej, metropolii przemyskiej. 

## Historia
Parafia została erygowana 1 czerwca 1974 roku. Murowany kościół parafialny jest dawną cerkwią greckokatolicką z 1910, opuszczoną po Akcji Wisła, wyremontowaną i wyposażoną w latach 70. i 80.
Liczba mieszkańców: 580.

## Obszar
Teren parafii obejmuje: Moczary, Dziewięcierz (osada), Monasterz PGR,  Prusie i Werchratę (Łozy, Mrzygłody). 

## Miejsca święte
Parafia ma kościoły filialne w Moczarach i Prusiu.

## Galeria

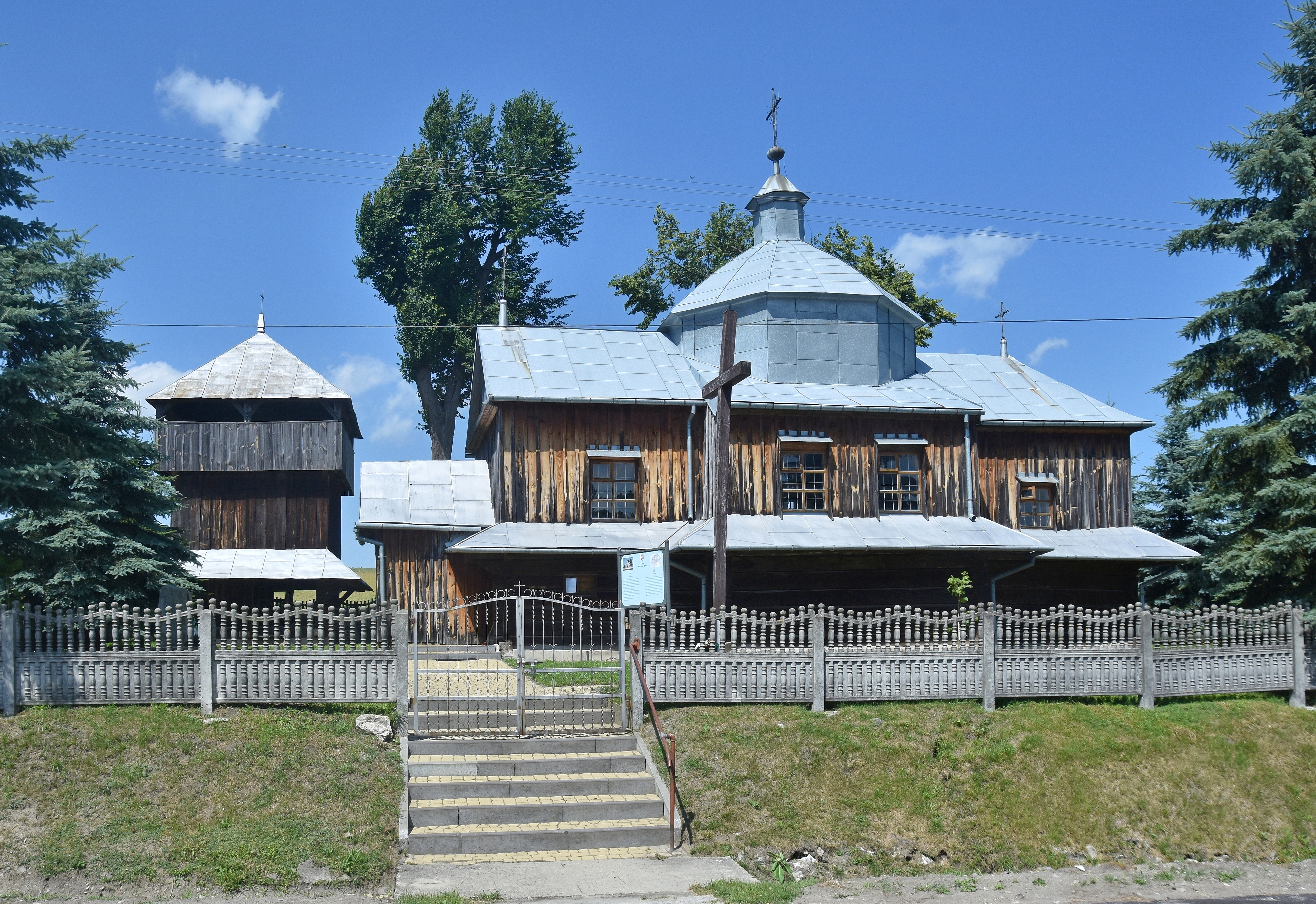
Prusie, kościół filialny w dawnej cerkwi